# Hints (spelprogramma)
Hints is een Nederlands spelprogramma, afgeleid van het bekende spel Hints. De serie werd vanaf 1983 gepresenteerd door Frank Kramer bij de KRO. Later werd het stokje overgenomen door presentatrice Anita Witzier. De serie stopte in 2003. In 2010 kwam het programma terug en werd het gepresenteerd door Sofie van den Enk. Na één seizoen werd Hints weer beëindigd. Het spelprogramma was de aanpassing van het Engels format Give Us a Clue.

## Deelnemers

### Seizoen 1983
Hieronder volgt een overzicht van enkele acteurs die dit seizoen meededen aan Hints:
- Jules Hamel
- Jeroen Krabbé
- Sylvia de Leur

### Seizoen 1984
Teamleiders
- Bob Bouma (voor de heren)
- Marijke Merckens (voor de dames)

Eerste team
- Viola van Emmenes
- Simone Kleinsma
- Adelheid Roosen

### Seizoen 1991
Bekerwinnaars:
- Ine Kuhr
- Karla Wildschut
- Hetty Heyting
- Jan Simon Minkema

Overige deelnemende teams:
Eerste team
- Kiki Classen
- Hans Cornelissen
- Liz Snoyink
- John Kraaykamp jr.

### Seizoen 1992
Deelnemende teams:
AVRO-team
- Hans Schiffers
- Humberto Tan
- Birgit Gantzert
- Jessica Broekhuis

Team België
- Goedele Liekens
- Bart Peeters

KRO-team
- Willibrord Frequin
- Machteld Kooij

Diamant-Team
- Kiki Classen
- Reinout Bussemaker
- Hugo Metsers
- Frédérique Huydts

Nederland 2-Team
- Ellen Brusse
- Marceline Schopman
- Chiel van Praag
- Gijs Staverman

Alle kinderen de deur uit-Team
- Johnny Kraaijkamp jr.
- Carolien van den Berg
- Wim van den Heuvel
- Patty Pontier

### Seizoen 1995
| # | Datum            | Categorie            | BN'er                 | BN'er             | BN'er              | BN'er                           |
| - | ---------------- | -------------------- | --------------------- | ----------------- | ------------------ | ------------------------------- |
| 1 | 25 februari 1995 | Diamant              | Hugo Metsers          | Kiki Classen      | Marc Krone         | Roeland Fernhout                |
|   |                  | Tekenfilmstemmen     | Ryan van den Akker    | Door van Boeckel  | Bibi Queen         | Bart Bosch                      |
| 2 | 4 maart 1995     | Feyenoord            | Rob Witschge          | Peter Bosz        | Dean Gorré         | Regi Blinker                    |
|   |                  | Dinges               | Martine Prenen        | Jo de Poorter     | Luc Verschueren    | Jacques Vermeire                |
| 3 | 11 maart 1995    | Musical Willeke      | Joke de Kruijf        | Frans van Deursen | Joep Onderdelinden | Frits Lambrechts                |
|   |                  | Stand-upcomedians    | Lenette van Dongen    | Bas Grevelink     | Arthur Umbgrove    | Owen Schumacher                 |
| 4 | 18 maart 1995    | Lois Lane            | Suzanne Klemann       | Eveline Carels    | Angela Vermeer     | Monique Klemann                 |
|   |                  | Gouden stemmen       | Ernst Daniël Smid     | Janke Dekker      | Bas Groenenberg    | Wilma Driessen                  |
| 5 | 25 maart 1995    | Onderweg naar Morgen | Michaël van Buuren    | Frits Jansma      | Bettina Berger     | Eva Duijvestein                 |
|   |                  | Jeugdpresentatoren   | Minoesch Jorissen     | Gregor Bak        | Eric van Sauers    | Thomas Acda                     |
| 6 | 1 april 1995     | Zonder Ernst         | Sjoukje Hooymaayer    | Marnix Kappers    | Hans Cornelissen   | Ellemijn Veldhuijzen van Zanten |
|   |                  | Oud-sporters         | René van der Gijp     | Yvonne van Gennip | Jan Ykema          | Peter Houtman                   |
| 7 | 8 april 1995     | My Fair Lady         | Vera Mann             | Paul van Vliet    | Huib Rooymans      | Ine Kuhr                        |
|   |                  | Radiomakers          | Cilly Dartell         | Hans Schiffers    | Adeline van Lier   | Stefan Stasse                   |
| 8 | 15 april 1995    | Purper               | Alfred van den Heuvel | Frans Mulder      | Erik Breij         | Eric Corton                     |
|   |                  | Madley Amsterdam     | Marjolein Sligte      | Ellen Evers       | Frans Limburg      | Jolanda Vermeulen               |

### Seizoen 2003
Deelnemende sterren:
GTST-team
- Charlotte Besijn
- Bartho Braat
- Geert Hoes
- Aukje van Ginneken

ONM-team
- Robert de la Haye
- Kim Pieters
- Jasmine Sendar
- Dennis Overeem

Meiden van De Wit-Team
- Angela Schijf
- Eva Duijvestein
- Frédérique Huydts
- Caro Lenssen

Radio 538-Team
- Niels Hoogland
- Martijn Kolkman
- Barry Paf
- Jeroen Nieuwenhuize

Eurovisiesongfestival-Team
- Linda Wagenmakers
- Esther Hart
- Marlayne Sahupala
- Michelle Courtens

Klokhuis-Team
- Bart Bosch
- Dolores Leeuwin
- Paul Rigter
- Sipke Jan Bousema

Team
- Marjolein Keuning
- Elle van Rijn
- Nelly Frijda
- Annick Boer

Team
- Marjolein Algera
- Fred Butter
- Hetty Heyting
- Jon van Eerd

Team
- Henk Bres
- Jimmy Geduld
- Danny Rook
- Horace Cohen

Team
- Tonny Eyk
- Dennie Christian
- Marjan Berk
- Marjol Flore

Overige deelnemers:
- Peter van der Vorst
- Bill van Dijk
- Peter Rehwinkel
- Joke van Haeren
- Sandra Reemer
- Marc van der Linden
- Jochem van Gelder
- Jetske van den Elsen

### Seizoen 2010
Aflevering 1
Team 1:
- Gigi Ravelli
- Pim Muda
- Gast: Plien
- Gast: Bianca

Team 2:
- Roué Verveer
- Saar Koningsberger
- Gast: Cas Jansen
- Gast: Patrick Stoof

Aflevering 2
Team 1:
- Gigi Ravelli
- Pim Muda
- Gast: Tim Haars
- Gast: Wesley van Gaalen

Team 2:
- Roué Verveer
- Saar Koningsberger
- Gast: Bridget Maasland
- Gast: Paulien Mol

Aflevering 3
Team 1:
- Gigi Ravelli
- Pim Muda
- Gast: Bastiaan Ragas
- Gast: Susan Smit

Team 2:
- Roué Verveer
- Saar Koningsberger
- Gast: Cystine Carreon
- Gast: Alex Klaasen

Aflevering 4
Team 1:
- Gigi Ravelli
- Pim Muda
- Gast: Kim-Lian van der Meij
- Gast: Nikkie Plessen

Team 2:
- Roué Verveer
- Saar Koningsberger
- Gast: Matthijs Wind
- Gast: Klaas van der Eerden

Aflevering 5
Team 1:
- Gigi Ravelli
- Pim Muda
- Gast: Mimoun Ouled Radi
- Gast: Leo Alkemade

Team 2
- Roué Verveer
- Saar Koningsberger
- Gast: Marit van Bohemen
- Gast: Peggy Vrijens

Aflevering 6
Team 1:
- Gigi Ravelli
- Pim Muda
- Gast: Arjen Lubach
- Gast: Erik van der Hoff

Team 2
- Roué Verveer
- Saar Koningsberger
- Gast: Johnny de Mol
- Gast: Anita Witzier

Aflevering 7
Team 1:
- Gigi Ravelli
- Pim Muda
- Gast: Murth Mossel
- Gast: Dio

Team 2
- Roué Verveer
- Saar Koningsberger
- Gast: Thomas Berge
- Gast: Wolter Kroes